# Petra Thümer
Petra Thümer (n. 29 ianuarie 1961, Karl-Marx-Stadt, Germania) este o înotătoare ce a reprezentat Germania, medaliată olimpică. A participat la o ediție a Jocurilor Olimpice (1976) în care a câștigat două medalii de aur.